# Francisco Javier Goicolea Areito
Francisco Javier Goicolea Areito (Durango, 10 de febrer de 1926 - L'Hospitalet de Llobregat, 8 de setembre de 2000) fou un futbolista basc de la dècada de 1950.

## Trajectòria
Després de jugar al Durango i al Deportivo Alavés, començà a destacar al Barakaldo CF, a la Segona Divisió espanyola (1949-51). A continuació fou el porter titular del Reial Valladolid dues temporades a Primera, i el 1953 ingressà al FC Barcelona. Al Barcelona jugà 6 temporades, dues d'elles a l'equip filial, el CD Comtal. Mai fou titular indiscutible del primer equip, perquè el porter titular era el mític Antoni Ramallets. En total va jugar 5 partits de lliga amb l'equip. Guanyà la Copa Eva Duarte la temporada 1953-54 i la lliga i la copa la temporada 1958-59, en la qual no jugà partits oficials.